# إيزابيل دريشر
إيزابيل دريشر (بالألمانية: Isabel Drescher) (و. 1994  م) هي متزلجة فنية ألمانية، ولدت في دورتموند.

## روابط خارجية
- إيزابيل دريشر على موقع الاتحاد الدولي للتزلج (الإنجليزية)